# Шайки
Шайки (бел. Шайкі́, Шэ́йкі, Шыйкі́) — деревня в Клецком районе Минской области Белоруссии. Входит в состав Голынковского сельсовета. Население 18 человек (2009).

## География
Шайки находятся километром восточнее центра сельсовета, агрогородка Голынка и в 20 км к юго-западу от райцентра, города Клецк. Деревня стоит на границе с Брестской областью. Деревня соединена местной дорогой с Голынкой и посёлком Заостровечье.

### Гидрография
По южной окраине протекает река Нача, приток реки Лань.

## История

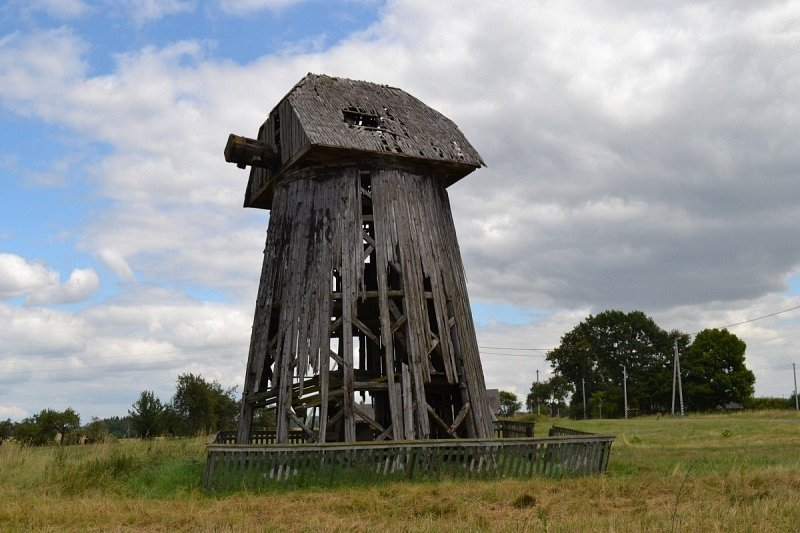
Деревянная ветряная мельница

В 1909 году в Синявской волости Слуцкого уезда Минской губернии.

## Население

### Численность
- 2009 год — 18 жителей

### Динамика
- 1909 год — 200 жителей, 35 дворов[3]
- 1999 год — 54 жителей (перепись населения)
- 2009 год — 18 жителей (перепись населения)[3]

## Достопримечательности
- Каменный могильник периода средневековья (XIII — XVI вв.), в 0,5 4м на юг от деревни —  Историко-культурная ценность Республики Беларусь, шифр 413В000285.
- Деревянная ветряная мельница. Памятник архитектуры. Построена в конце XIX — начале XX века.

## Известные лица
- Шейко, Иван Павлович (род. 1948) — учёный в области животноводства.